# Нуклеозидтрифосфат
Нуклеозидтрифосфаты (НТФ) — химические вещества, соединения какого-либо нуклеозида с тремя остатками фосфорной кислоты (фосфат-ионами). Природные нуклеозидтрифосфаты представлены аденозинтрифосфатом (АТФ, англ. ATP), гуанозинтрифосфатом (ГТФ, GTP), цитидинтрифосфатом (ЦТП, CTP), тимидинтрифосфатом (ТТФ, TTP) и уридинтрифосфатом (УТФ, UTP).
Данные термины означают, что нуклеотиды содержат сахар рибозу. Нуклеозиды, содержащие сахар дезоксирибозу, имеют приставку дезокси- в имени и d- в сокращении: дезоксиаденозинтрифосфат (dATP), дезоксигуанозинтрифосфат (dGTP), дезоксицитидинтрифосфат (dCTP), дезокситимидинтрифосфат (dTTP) и дезоксиуридинтрифосфат (dUTP).